# UWSGI
uWSGI는 호스팅 서비스 빌드를 위한 풀 스택 개발에 초점을 둔 응용 소프트웨어이다. 프로젝트가 지원하는 최초의 플러그인이었던 WSGI(웹 서버 게이트웨이 인터페이스)의 이름을 따서 만들어졌다.
uWSGI는 uWSGI의 네이티브 uwsgi 프로토콜의 직접 지원을 제공하는 Cherokee, Nginx 등의 웹 서버와 결합하여 파이썬 웹 애플리케이션을 서비스하기 위해 종종 사용된다.